# Xylocopa sinensis
Xylocopa sinensis är en biart som beskrevs av Smith 1854. Xylocopa sinensis ingår i släktet snickarbin, och familjen långtungebin. Inga underarter finns listade i Catalogue of Life.